# Tarnóka
Tarnóka (szlovákul: Trnávka) község Szlovákiában, a Kassai kerület Tőketerebesi járásában.

## Fekvése
Gálszécstől 3 km-re nyugatra, az Eperjes-Tokaji-hegység keleti oldalán található.

## Története
A falu Purustyán várának uradalmához tartozott, 1459-ben „Tharnoka” alakban említik először. 1478-tól a Semsey, 1487-től a Tarczay és más családoké. 1600-ban 7 ház állt a településen. A 17. század elején a terebesi uradalom része, majd 1637-től egy része a homonnai uradalomhoz tartozott. A 18. századtól a Kálnássy család és mások a birtokosai. 1715-ben 1 elhagyott és 7 lakott háza volt. 1787-ben 40 házában 208 lakosa élt.
A 18. század végén Vályi András így ír róla: „TARNÓKA. Tót falu Zemplén Várm. földes Urai Szemere, és több Uraságok, lakosai katolikusok, és ó hitüek, fekszik Gálszécshez nem meszsze, mellynek filiája; határja hegyes, kavitsos, 3 nyomásbéli, zabot terem, erdeje kitsiny, szőleje nints; rét, és víz nélkűl szűkölködik.”
1828-ban 34 háza és 276 lakosa volt, akik főként mezőgazdasággal, gyümölcstermesztéssel foglalkoztak.
Fényes Elek 1851-ben kiadott geográfiai szótárában így ír a faluról: „Szécs-Tarnoka, orosz falu, Zemplén vmegyében, Gálszécs fil. 24 romai, 225 g. kath., 38 zsidó lak., gör. paroch. templommal, 268 hold szántófölddel. A gálszécsi urak birják. Ut. p. Vecse.”
Borovszky Samu monográfiasorozatának Zemplén vármegyét tárgyaló része szerint: „Tarnóka, tót kisközség 41 házzal és 192, nagyobbára gör. kath. vallású lakossal. Postája, távírója és vasúti állomása Gálszécs. Hajdan Torna néven Purustyán vár tartozéka volt. 1478-ban a Sempsei családot, 1487-ben pedig Tárczai Mártont és Jánost iktatják némely részeibe, melyeket a Széchiektől vettek zálogba. E században a Csapiak is birtokosai. 1500-ban Sztrithei Ozsvátot és Tárczai Jánost s 1506-ban Sempsei Ferenczet újabb részekbe iktatják. 1569-ben Rákóczy György, Kálnássy Ferencz és Deregnyei Pál a földesurai, kik e birtokra királyi adományt kapnak. Az 1598-iki összeírás Homonnai Drugeth Györgyöt és Bocskay Miklóst említi. 1637-ben Drugeth György újabb részekre kap királyi adományt s 1663-ban Bocskay Istvánt és Soós Jánost iktatják némely részeibe. A XVIII. század közepe táján még mindíg a Kálnássyak s a Bocskayak bírják. Majd a báró Fischer, a Szemere, a Kálnássy, Puky, Máriássy, Pekáry és a Panity családokat uralja. Ma már nagyobb birtokosa nincsen. A községet 1663-ban a pestisjárvány is meglátogatta. Határában sok kövesült fa található. Gör. kath. temploma 1700 körül épült.”
1920-ig Zemplén vármegye Gálszécsi járásához tartozott. 1944. november 26-án a falut a németek felgyújtották.

## Népessége
| Év:            | 1994. | 2004.   | 2014.   | 2024.   |
| -------------- | ----- | ------- | ------- | ------- |
| Emberek száma: | 161   | 164     | 180     | 175     |
| Eltérés:       |       | +1,86 % | +9,75 % | -2,77 % |

| Év:            | 2023. | 2024.   |
| -------------- | ----- | ------- |
| Emberek száma: | 169   | 175     |
| Eltérés:       |       | +3,55 % |

1910-ben 194, túlnyomórészt szlovák lakosa volt.
2001-ben 175 lakosából 174 szlovák volt.
2011-ben 172 lakosából 169 szlovák.
2021-ben 172 lakosából 158 szlovák, 11 cigány, 3 ismeretlen nemzetiségű.

## Nevezetességei
- Görögkatolikus temploma a 18. század elején épült.
- Határában horgászatra és fürdésre is alkalmas tó található.